# 行幸

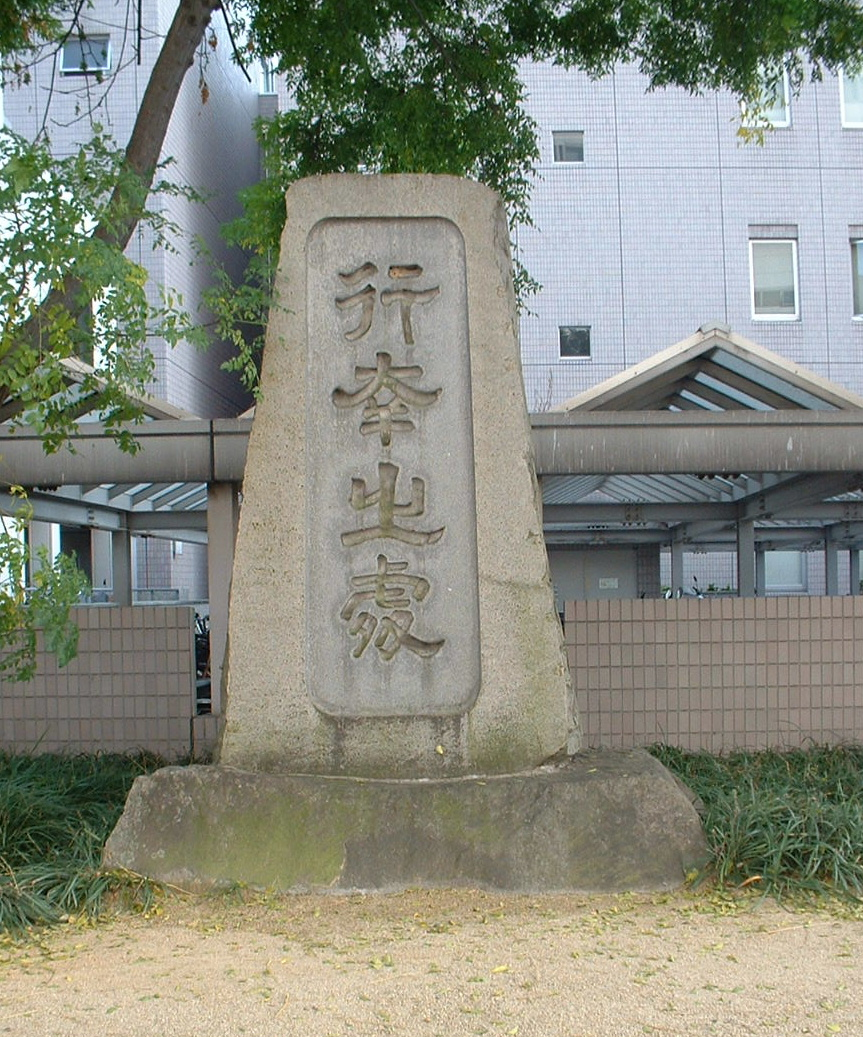
广岛县福山市的昭和天皇行幸碑

行幸是指君主公開身份並亲自外出视察某地。历史上，中国历代皇帝出行九州，在全国留下了不少行幸纪念碑，尤其以明清时期居多。目前，行幸在日本还有使用，特指天皇离开皇居外出参加活动。在天皇连续去往数个目的地的場合下，还可以使用巡幸（じゅんこう）这种说法。如對象是上皇、法皇、女院的話，稱為御幸。

## 中国古代

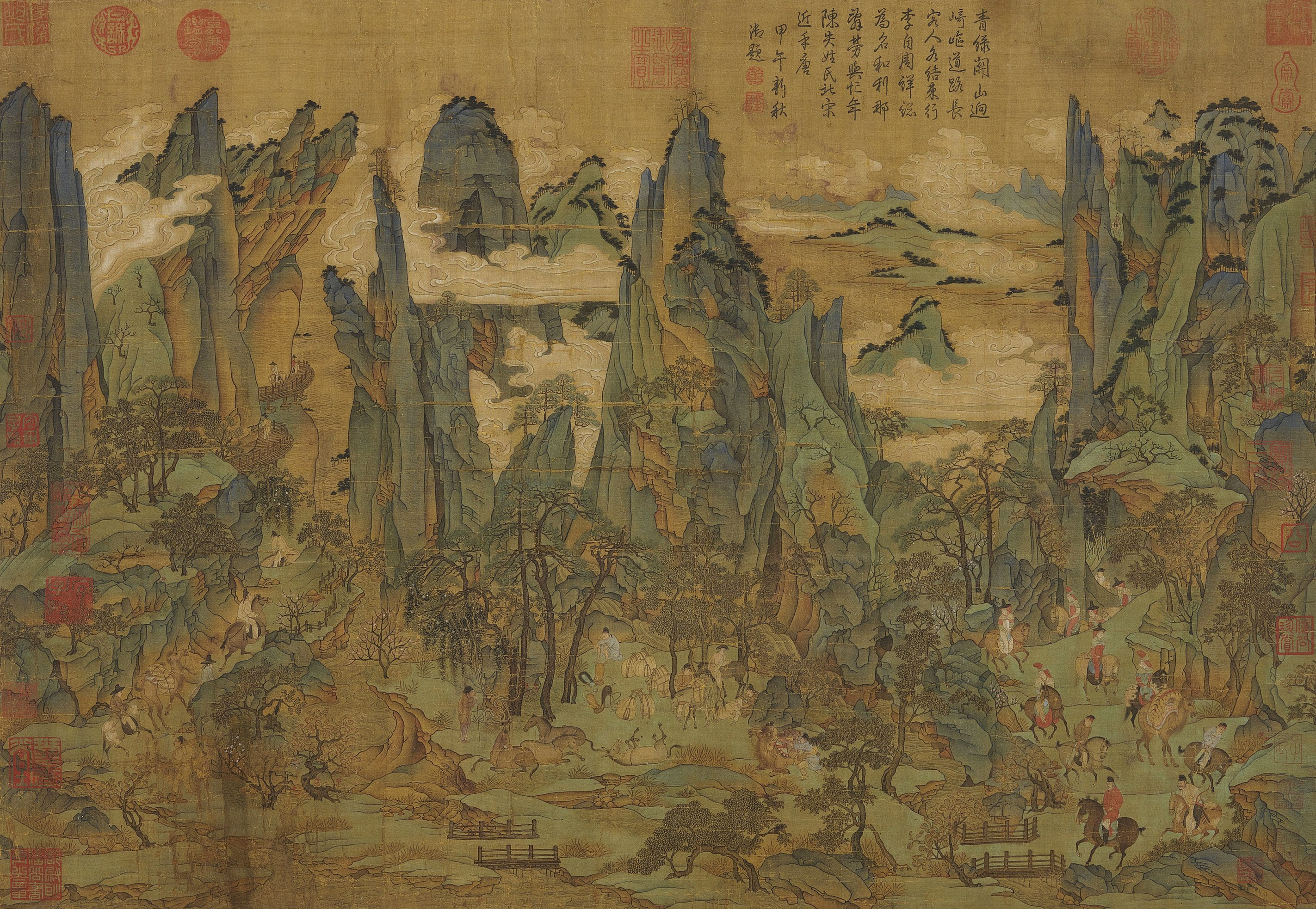
《明皇幸蜀圖》描繪唐玄宗到四川避難場景，台北國立故宮博物院藏

## 日本
行幸啓时通常使用行政專機、航空公司提供的包机或者鐵路公司專開的特別列车（又稱御召列車）。临行时，首相、宮内庁次長、和警视总监出席送别。行幸时通常有以下人员随行，他们被称为「供奉者」（ぐぶしゃ）。
- 宫内廳长官
- 侍从長、侍从
- 女官長、女官
- 侍医
- 宮内廳总务課長、宮内廳職員、
- 警察廳長官、警察廳職員、
- 皇宮警察本部本部長、皇宮警察職員

訪問某地时，通常有当地的知事或首長加入供奉者的行列。

## 平成时期行幸啓
行幸啓时通常使用行政專機、航空公司提供的包机或者鐵路公司專開的特別列车（又稱御召列車）。临行时，首相、宮内廳次長和警视总监出席送别。

### 供奉者
行幸时随行人员，被称为「供奉者」。
- 宫内廳长官
- 侍从長、侍从
- 女官長、女官
- 侍医
- 宮内廳总务課長、宮内廳職員
- 警察廳長官、警察廳職員
- 皇宮警察本部本部長、皇宮警察職員

訪問某地时，通常有当地的知事或首長加入供奉者的行列。

## 行幸经过地区相关名称
- 行幸通
- 行幸道路（日语：東京都道・神奈川県道51号町田厚木線）
- 行幸村（日语：行幸村 (埼玉県)）

## 紀念邮票

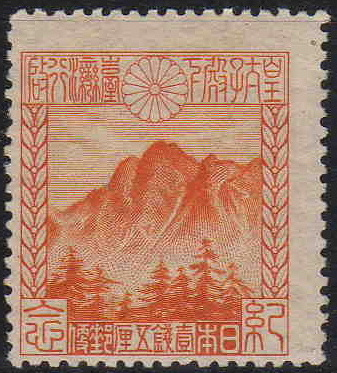
台湾行啓記念邮票（1銭5厘）

1923年（大正12年）年裕仁皇太子行啓台湾之际发行1钱5厘和3钱的纪念邮票2種。